# Nada Galant
Nada Galant, hrvaška pesnica, sodobna čakavska avtorica, * 1. september 1961, Pulj.

## Življenje in delo
Rodila se je v Istri. Diplomirala je na Pedagoški fakulteti Univerze v Reki iz hrvaškega jezika in književnosti na smeri Organizacije kulturnih dejavnosti.
Najprej je delovala v Rovinju, nato je postala voditeljica mestne knjižnice in čitalnice v Žminju.
Pesmi je objavljala v časopisih Istra in Nova Istra v Pulju. Prispevala je tudi v čakavski pesniški zbornik Verši na šterni, v antologije Hrvatsko pjesništvo Istre 19. i 20. stoljeća - Istarska pjesmarica” Mirjane Strčić ali I ča i što i kaj ter v pesniški zemljevid Istarski rukopisi.
Leta 2021 je prevedla Malega princa v čakavščino (v žminjsko podnarečje istrskega narečja) pod naslovom Minji kraljić, ki je bil drugi čakavski prevod romana po prevodu Tee Perinčić.
Leta 2000 je bila odlikovana s prvo nagrado na Mednarodnem tekmovanju narečnih pesnikov Histria.

## Dela
- Uroki ruok, 1988 (pesmi v čakavščini)
- Hćeri Evine, 2003
- Neka buo, 2007 (pesmi v čakavščini)